# Eliksem
Eliksem is een dorp in de Belgische provincie Vlaams-Brabant en een deelgemeente van Landen. Het landelijk dorpje ligt aan de Kleine Gete. Eliksem was een zelfstandige gemeente tot aan de gemeentelijke herindeling van 1971.

## Toponymie
| Jaartal | Naam        |
| ------- | ----------- |
| 1107    | Alenthcurth |
| 1139    | Helingessem |
| 1146    | Halincourt  |
| 1262    | Elijschem   |

De naam betekent woning (resp. hof) van Aling.

## Geschiedenis

### 18e eeuw
Tijdens de Spaanse Successieoorlog vond hier in 1705 de Slag bij Eliksem plaats.

### Situatie in 1830
Bij de onafhankelijkheid van België inventariseerde geograaf Philippe Vandermaelen in dit dorp 37 vakwerkhuizen,  een kerk, twee watermolens en een brouwerij. Er waren 184 inwoners. De inventaris omvat verder details over de natuurlijke omgeving, bodems, landbouwproductie en veestapel. Ook het wegennetwerk van toen is beschreven.

### Agro-industrieel complex einde 19e eeuw
De Koningsmolen op de Kleine Gete in Eliksem gebouwd in 1283 was een hertogelijke banmolen voor het malen van graan. Van 1775 tot 1870 stond aan de overzijde een volmolen. 
Einde 19e eeuw werd er vanuit en rond de Koningsmolen een agro-industrieel complex uitgebouwd met naast de graanmolen en volmolen, een brouwerij, een distilleerderij, een margarinefabriek (1878 tot 1922) en een cichorei-branderij met een imposante ast van 15 meter hoog, actief tot aan de 2de Wereldwoorlog.

## Bezienswaardigheden
- De Koningsmolen
- De Sint-Martinuskerk

## Natuur en landschap
Eliksem ligt aan de Kleine Gete op een hoogte van 47-75 meter.

## Demografische ontwikkeling
- Bronnen:NIS, Opm:1831 tot en met 1961=volkstellingen

## Galerij

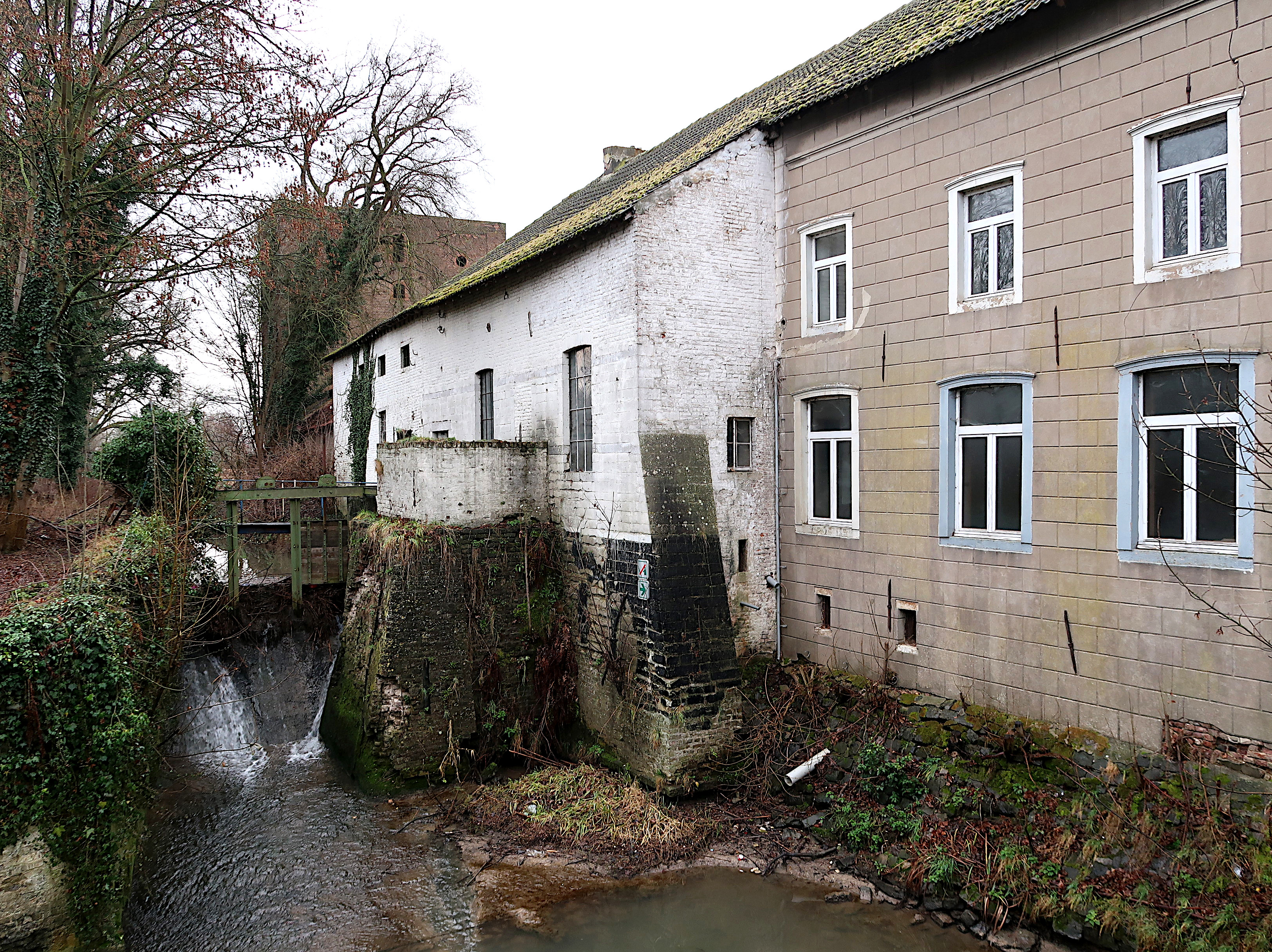
Koningsmolen en cichorei-ast
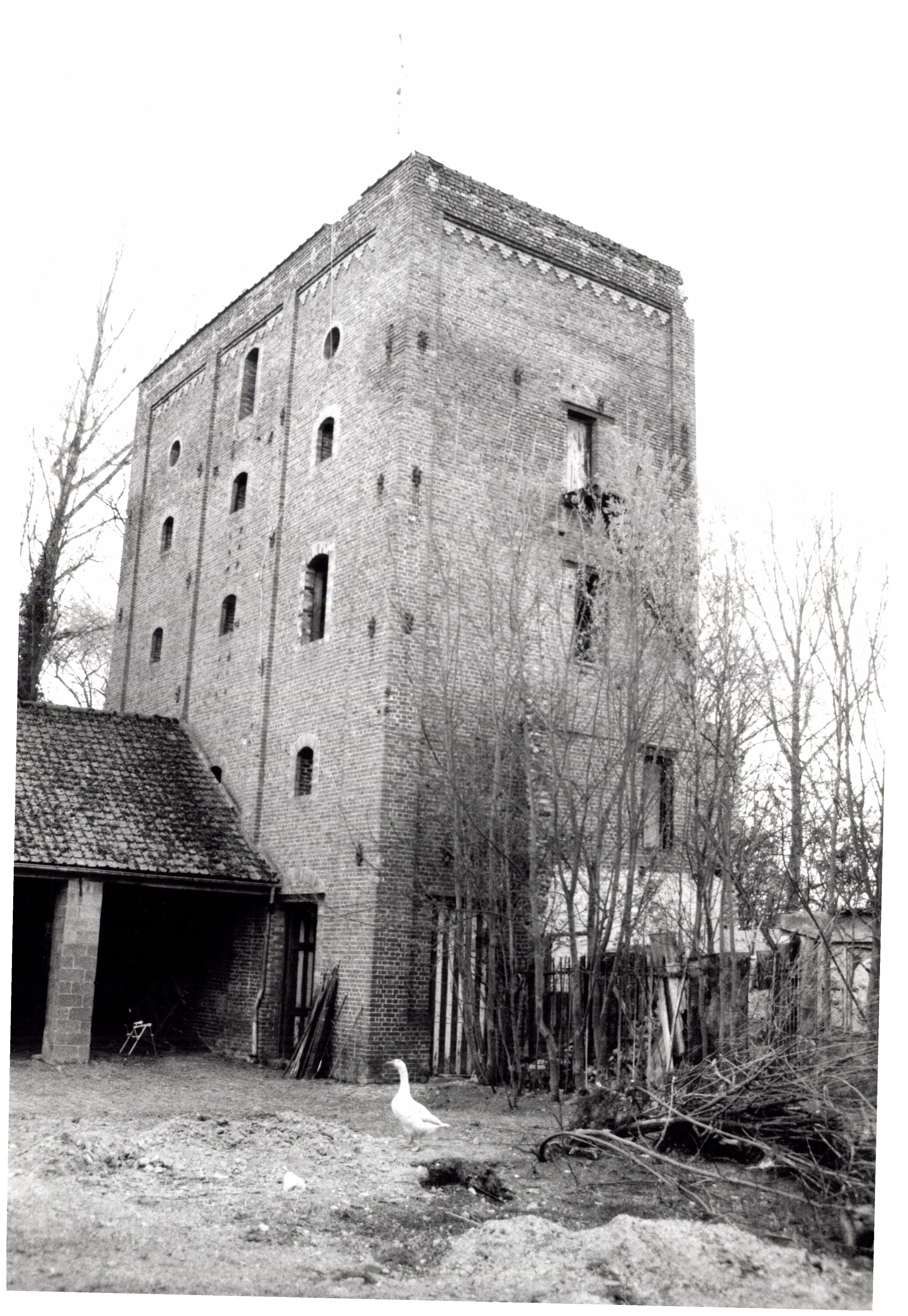
Vroegere chicorei-ast
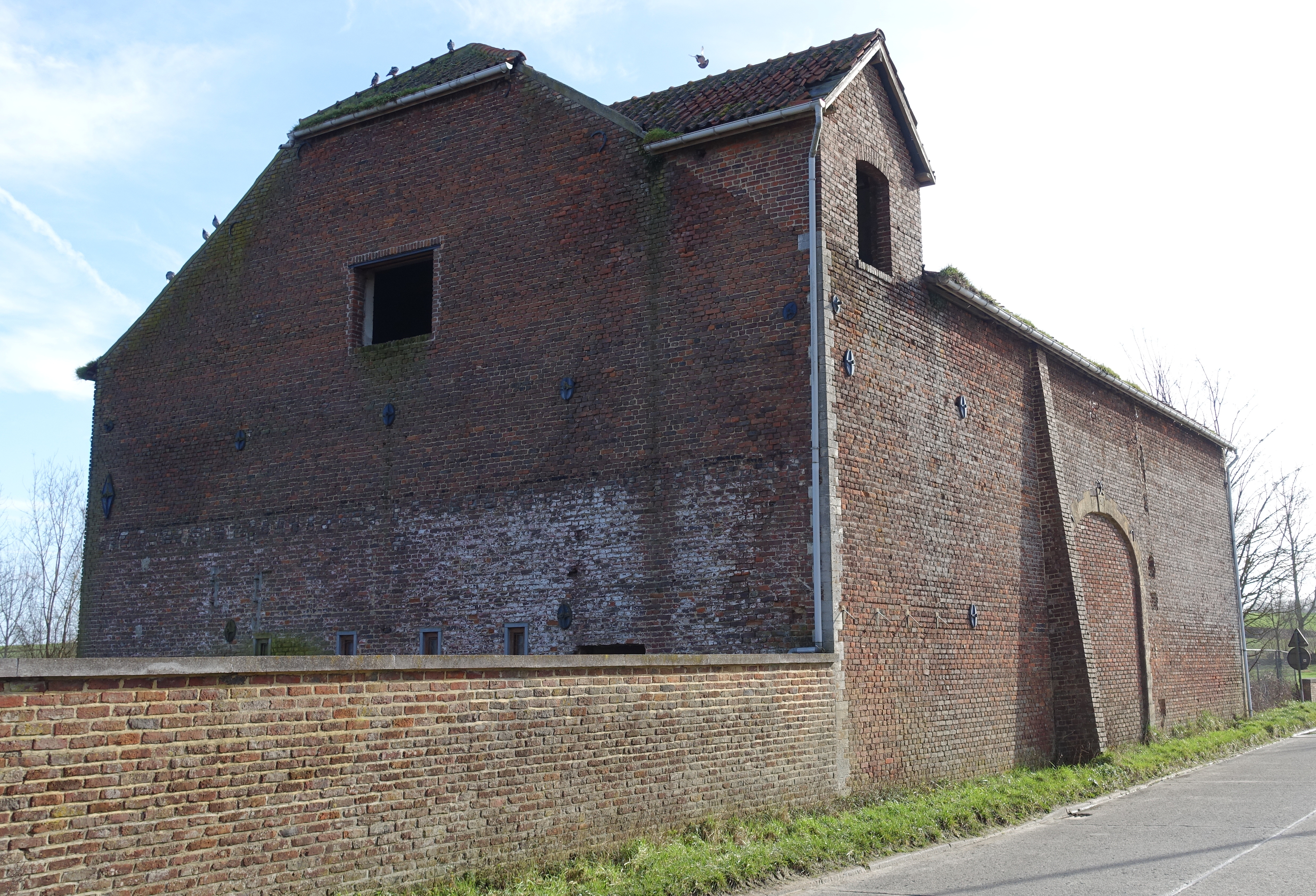
Vroegere margarinefabriek van 1879 tot 1922
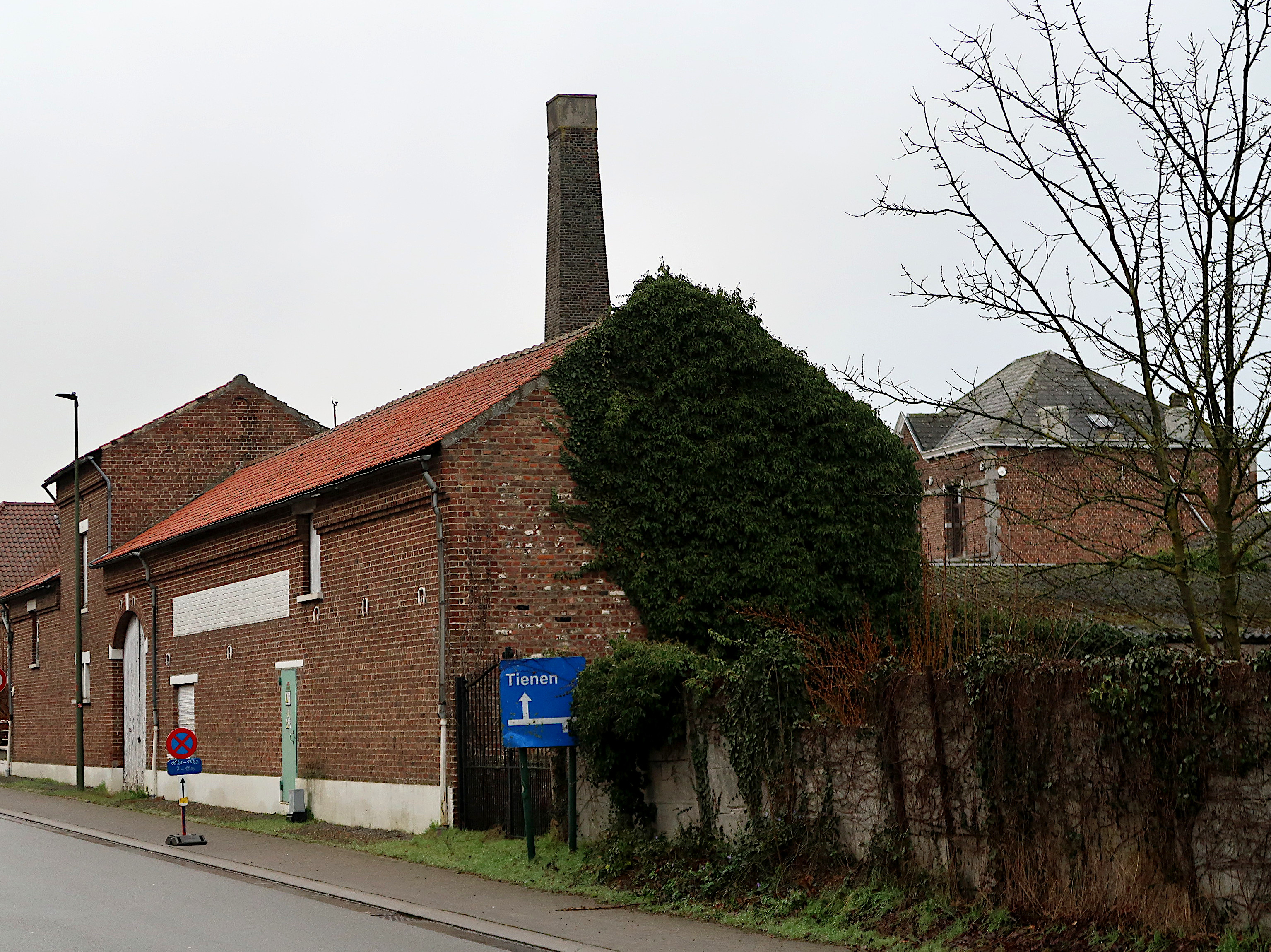
Voormalige brouwerij Pont-Royal
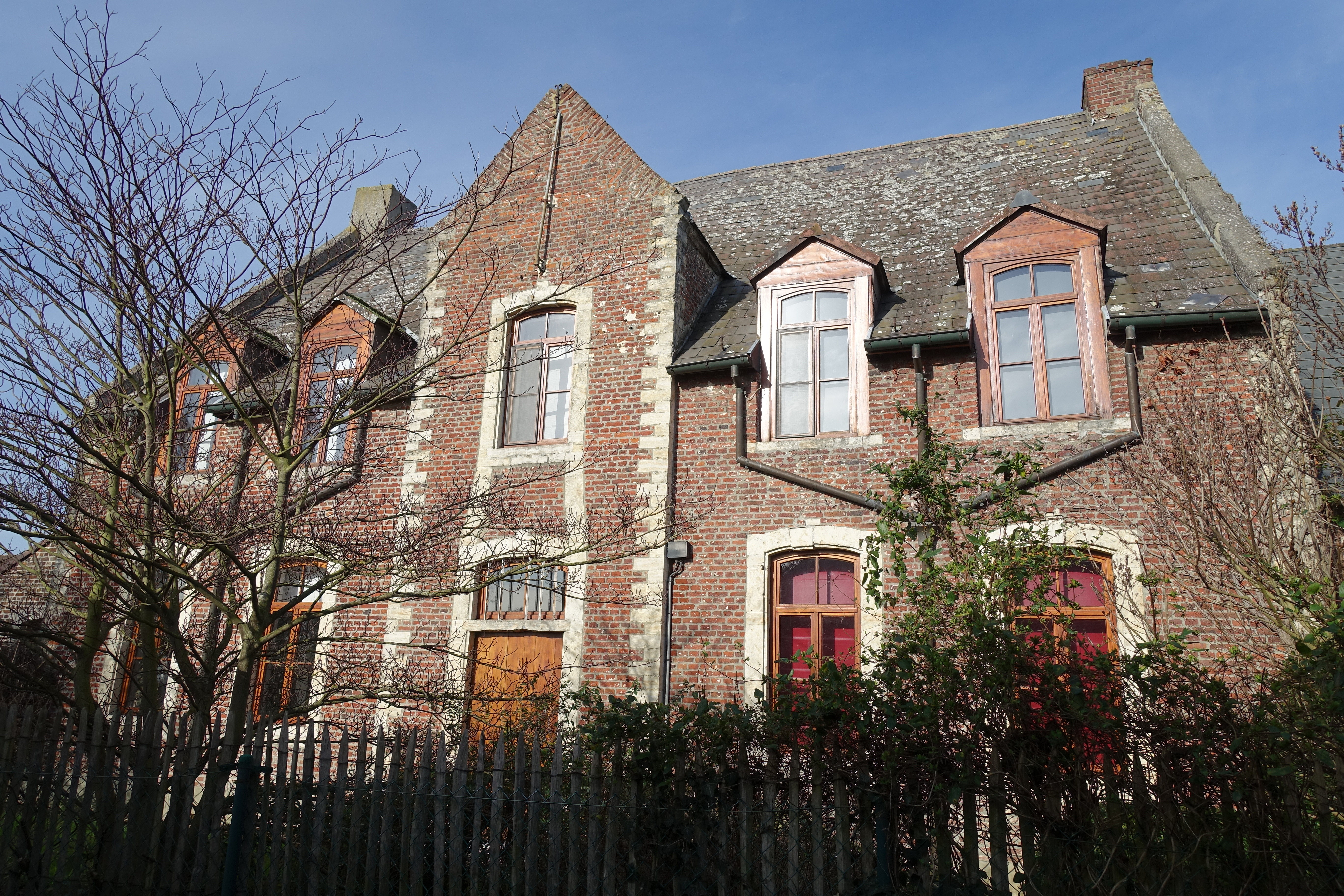
18e-eeuws burgerhuis

## Nabijgelegen kernen
Ezemaal, Laar, Wange, Hakendover
Deelgemeenten: Attenhoven · Eliksem · Ezemaal · Laar · Landen · Neerlanden · Neerwinden · Overwinden · Rumsdorp · Waasmont · Walsbets · Walshoutem · Wange · Wezeren

Belgische gemeenten · Arrondissement Leuven · Vlaams-Brabant · Vlaanderen